# Confessions of a Nazi Spy
Confessions of a Nazi Spy is een Amerikaanse oorlogsfilm uit 1939 onder regie van Anatole Litvak. Destijds werd de film uitgebracht als Bekentenissen van een Duitse spion.

## Verhaal
Dr. Karl Kassel komt naar de Verenigde Staten om Duitse Amerikanen ervan te overtuigen om voor Hitler te werken. De werkloze Kurt Schneider heeft daar wel oren naar en hij wordt spion voor de nazi's. Geheim agent Edward Renard doet intussen onderzoek naar de ondergrondse nazibeweging in de Verenigde Staten.

## Rolverdeling
| Acteur                       | Personage          |
| ---------------------------- | ------------------ |
| Edward G. Robinson           | Edward Renard      |
| Francis Lederer              | Schneider          |
| George Sanders               | Schlager           |
| Paul Lukas                   | Dr. Kassell        |
| Henry O'Neill                | Meester Kellogg    |
| Dorothy Tree                 | Hilda Kleinhauer   |
| Lya Lys                      | Erika Wolf         |
| Grace Stafford               | Mevrouw Schneider  |
| James Stephenson             | Brits geheim agent |
| Hedwiga Reicher              | Mevrouw Kassell    |
| Joe Sawyer                   | Werner Renz        |
| Sig Ruman                    | Krogman            |
| Lionel Royce                 | Hintze             |
| Henry Victor                 | Wildebrandt        |
| Hans Heinrich von Twardowski | Helldorf           |